# Corylophomimus nidicola
Corylophomimus nidicola là một loài bọ cánh cứng trong họ Corylophidae. Loài này được Paulian in Paulian & Delamare Deboutteville miêu tả khoa học đầu tiên năm 1952.